# Vallée de la Risle
La vallée de la Risle est le nom donné à une zone de la Normandie qui regroupe les villes et villages situés tout au long et aux alentours du fleuve la Risle, qui la coupe en son milieu jusqu'à se jeter dans la Seine, en marquant ainsi sa limite.
En termes de zone naturelle d'intérêt écologique, faunistique et floristique (ZNIEFF), la vallée de la Risle est protégée entre Rugles à La Ferrière-sur-Risle (n° 230031131 ).
La Risle maritime fait quant à elle partie du réseau Natura 2000 (n° FR2300122) qui comporte les communes suivantes : Aizier, Berville-sur-Mer, Bouquelon, Conteville, Foulbec, Marais-Vernier, Quillebeuf-sur-Seine, Saint-Aubin-sur-Quillebeuf, Sainte-Opportune-la-Mare, Saint-Mards-de-Blacarville, Saint-Ouen-des-Champs, Saint-Samson-de-la-Roque, Saint-Sulpice-de-Grimbouville, Saint-Thurien, Toutainville, Trouville-la-Haule, Vieux-Port.
La vallée se creuse à partir de Beaumont-le-Roger et se termine à Pont-Audemer.
En amont, au niveau des villages de La Vieille-Lyre et de La Neuve-Lyre, une boucle pédestre, dite Chemin des Moines offre une vue sur la vallée de la Risle et permet d'admirer les vannages et canaux, traces de l'activité industrielle dans cette région.

## Principales villes
- Brionne

- Beaumont-le-Roger

- Montfort-sur-Risle

- Pont-Audemer

## Galerie photos

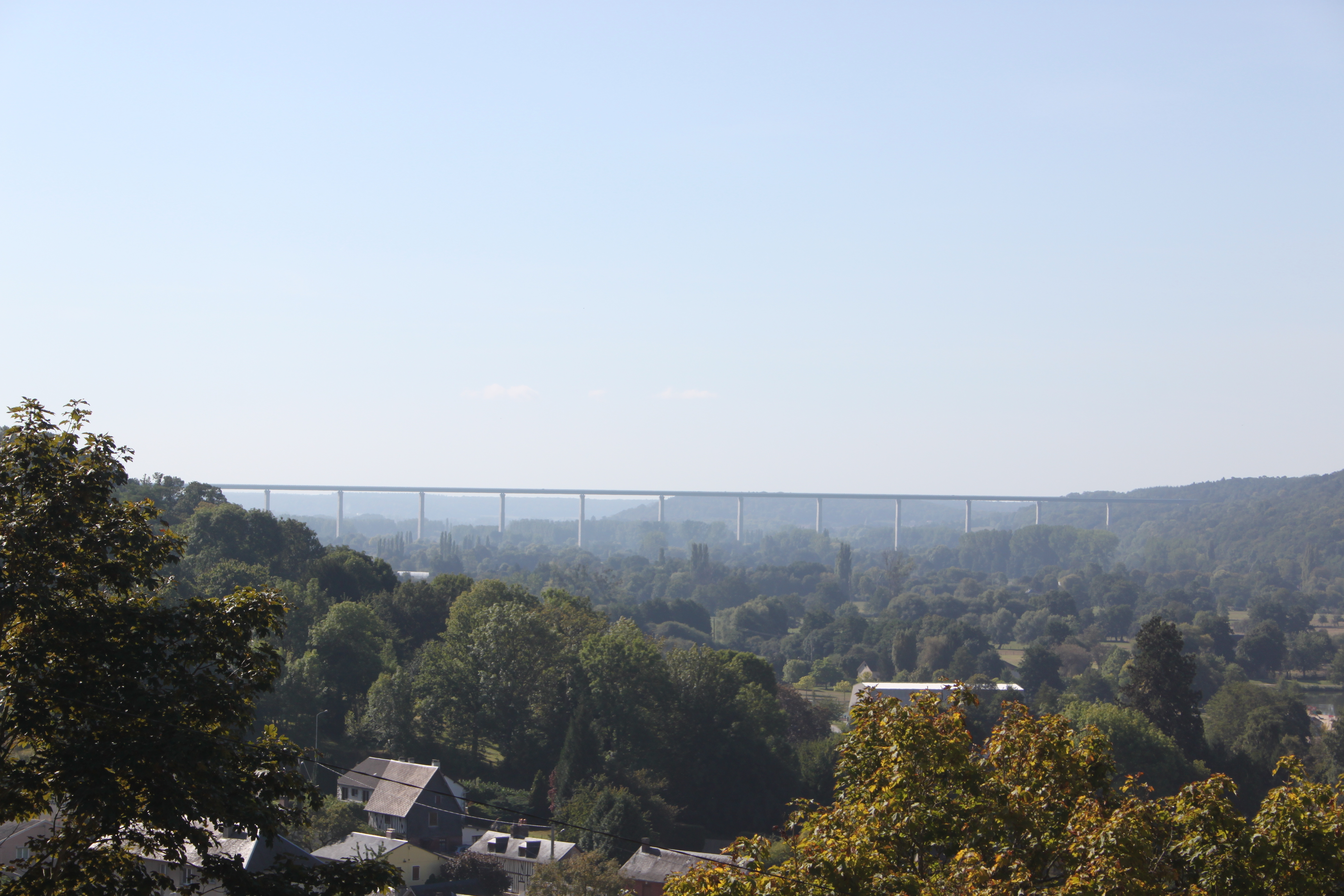
Viaduc de l'A28 aux alentours de Brionne.
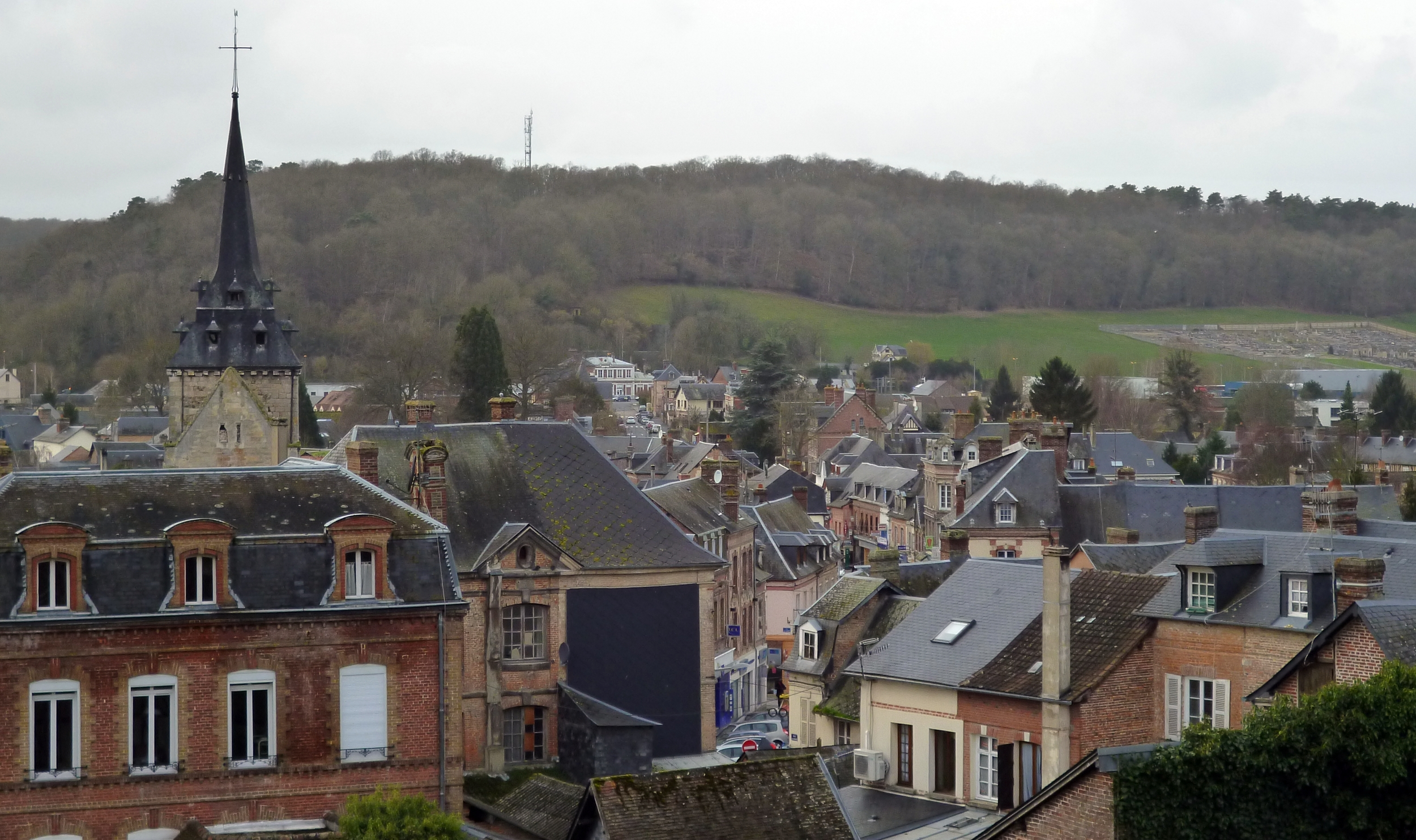
Vue sur Brionne.
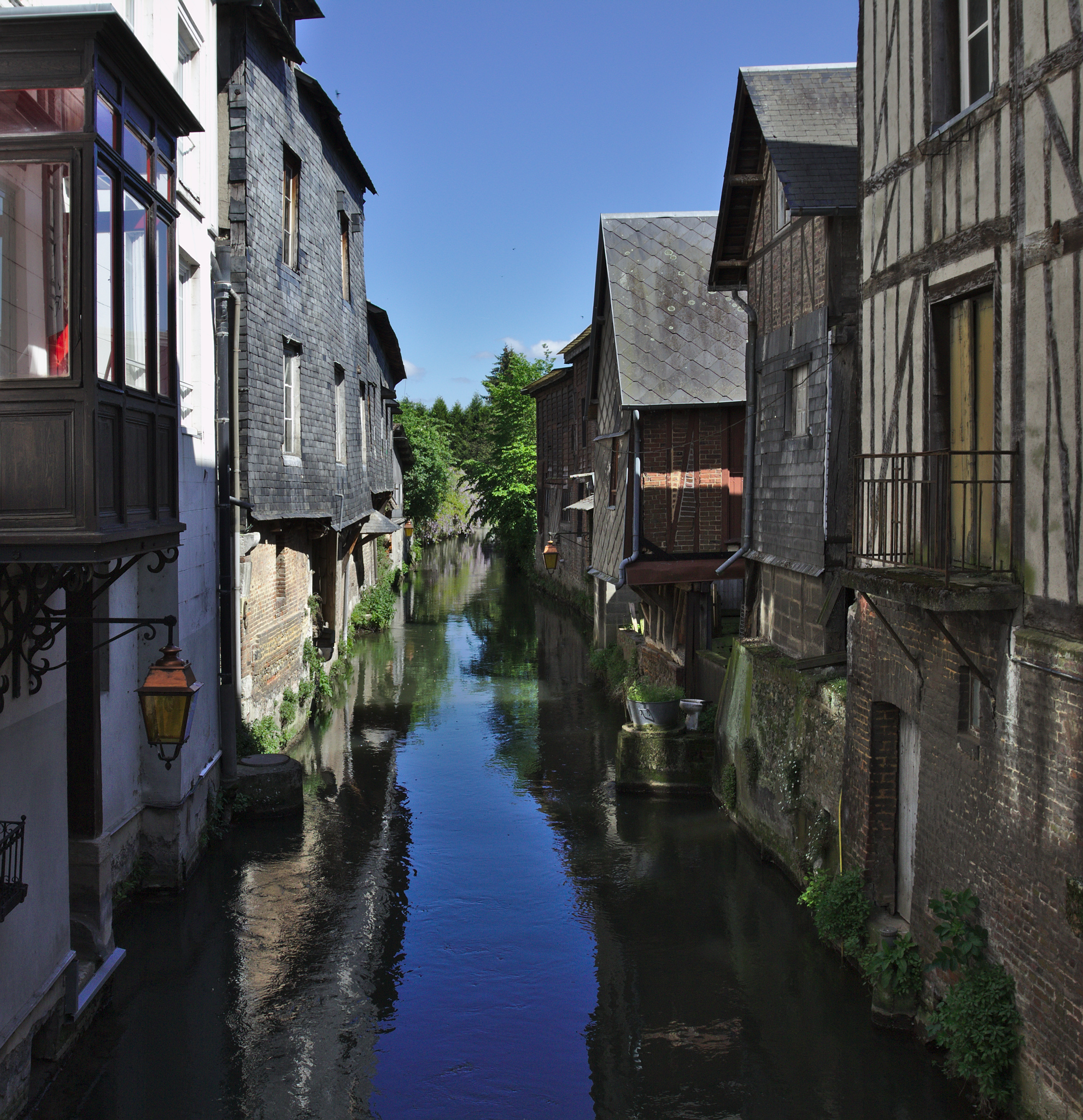
La Risle à Pont-Audemer.
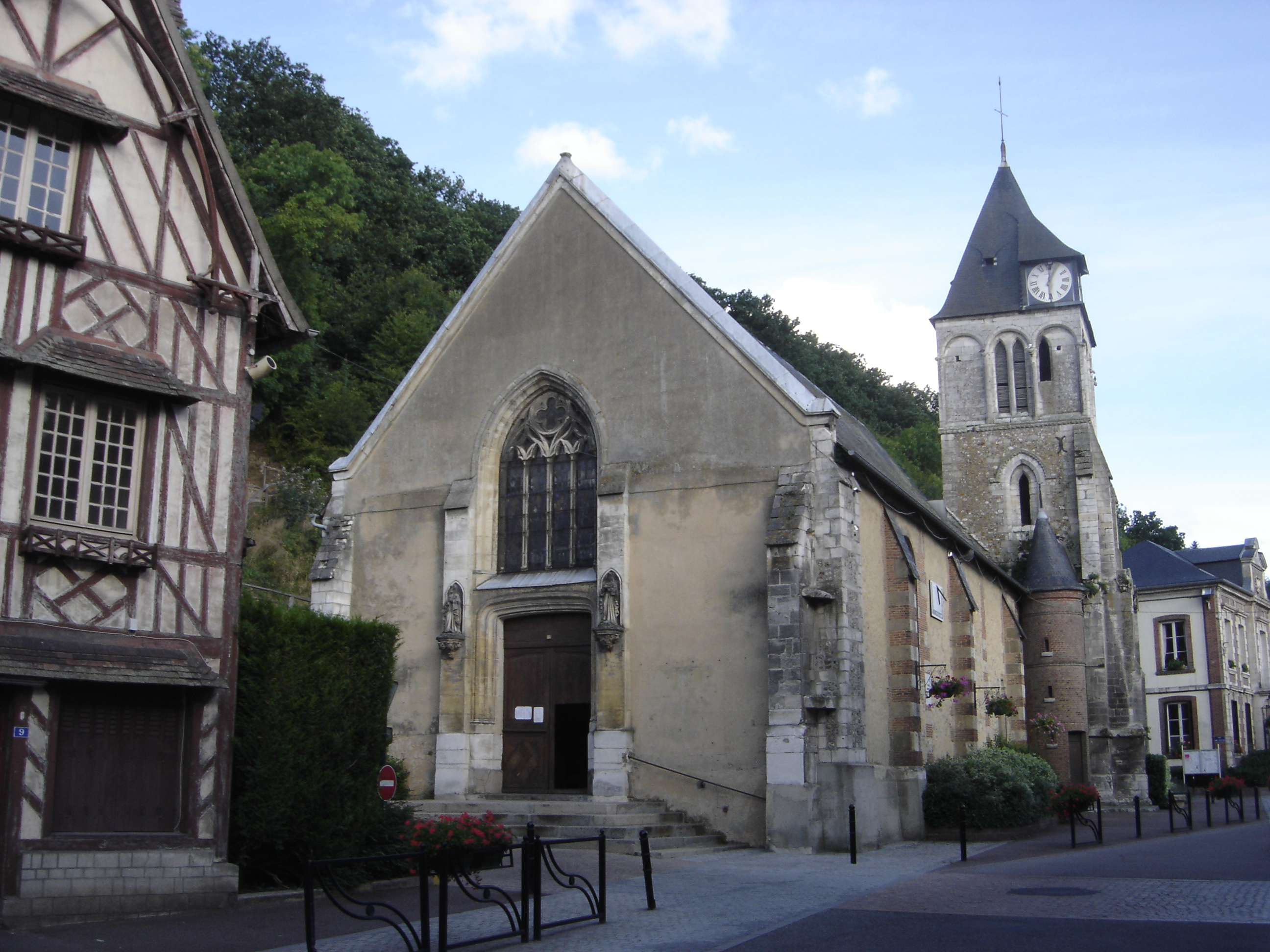
L'église de Montfort-sur-Risle.
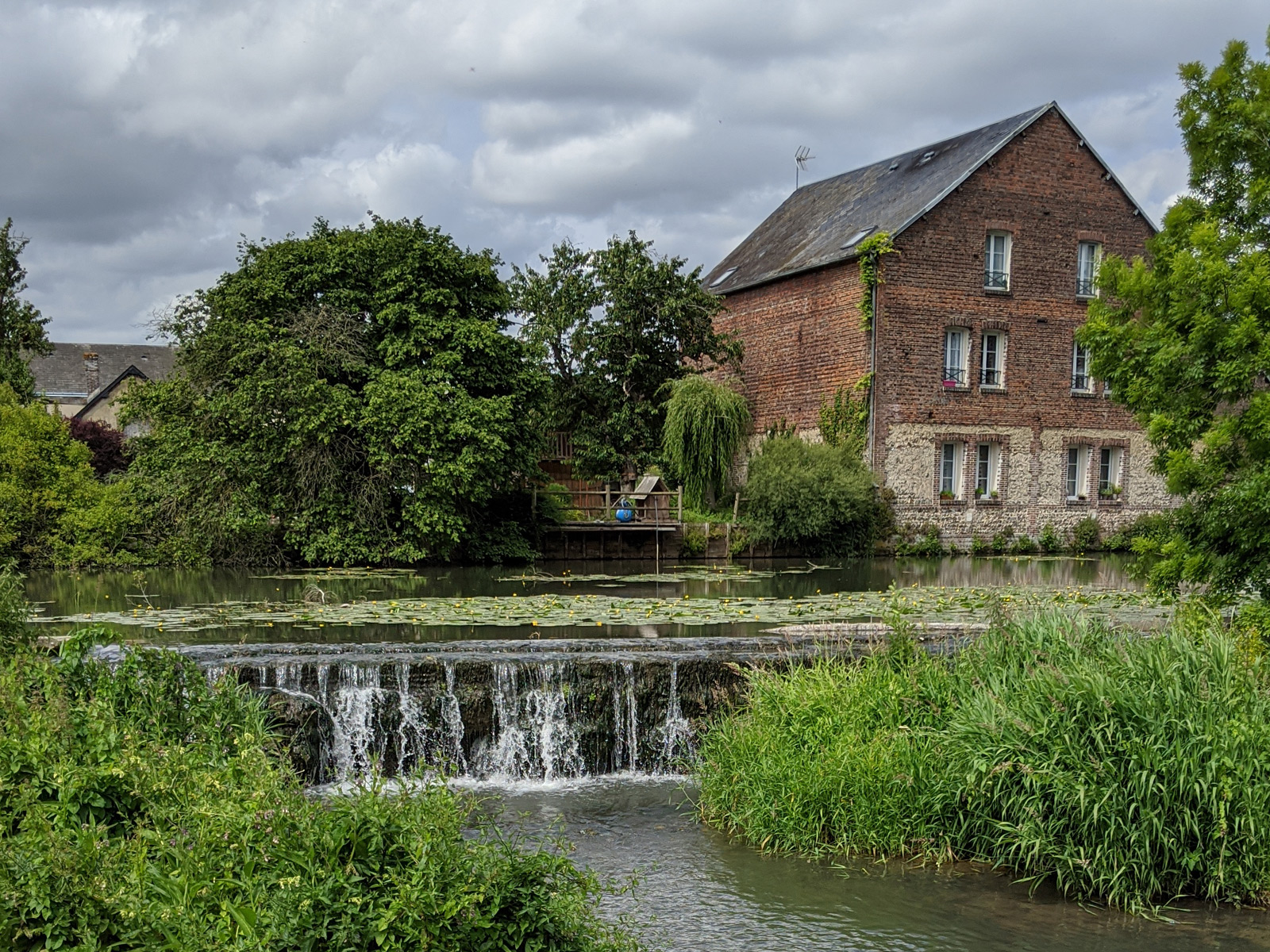
Vannage sur la Risle.